# Dagno

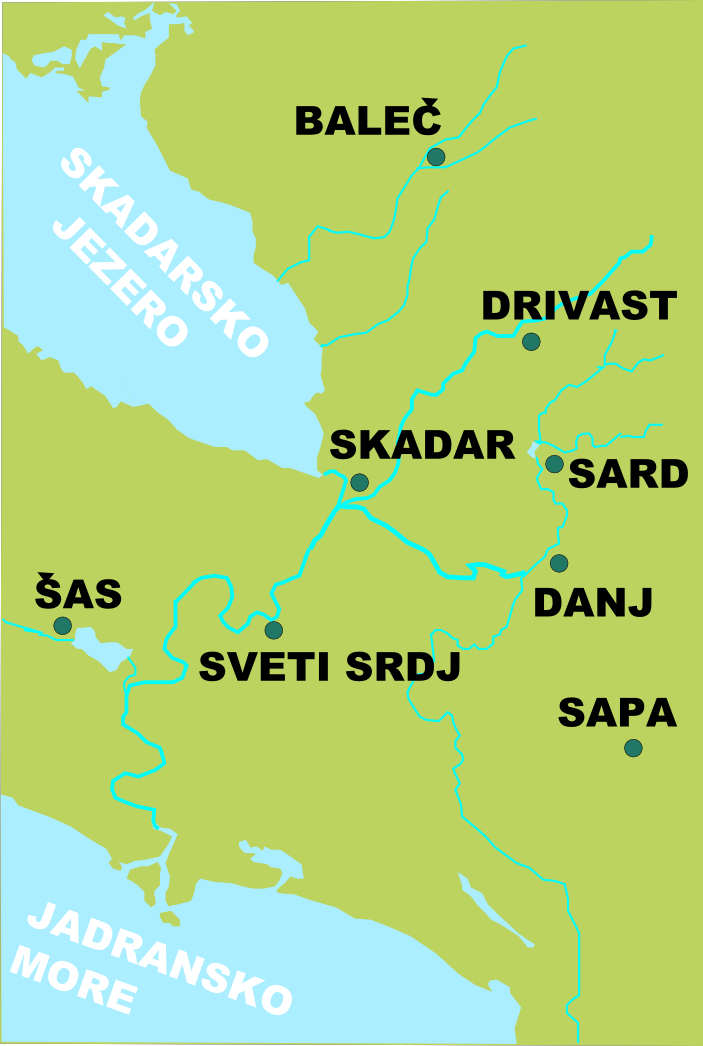
Dagno (Danj) e le città vicine

Dagno (in albanese Danjë or Dejë, in serbo Danj?) era una città, sede vescovile e un'importante fortezza medievale situata sul territorio dell'attuale Albania. Fu sotto il controllo serbo, veneziano e ottomano e rimane una sede titolare cattolica romana. Si trova nei pressi dell'odierna città di Vau i Dejës.

## Storia
Nel periodo 1081-1116 Dagno apparteneva al regno di Doclea.
Il trattato di pace ragusano-serbo fu firmato a Dagno il 25 marzo 1326, alla presenza di vojvoda (conte slavo) Mladen e čelnik Đuraš Ilijić.
Fino al 1395 Sati (il cui castellano era Koja Zaharia) e Dagno appartenevano ad un feudo di Kostadin Balšić e faceva parte del Principato di Zeta sotto Đurađ II Balšić. Nel 1395 Balšić cedette Sati (con Dagno) insieme a Scutari e Drivast alla Repubblica di Venezia (al fine di creare una zona cuscinetto tra la restante parte della sua area di Zeta e l'Impero ottomano); tuttavia Zaharia si rifiutò di consentire ai veneziani di prendere il controllo di Sati e si autoproclamò Signore di Sati e Dagno ("dominus Sabatensis et Dagnensis") dopo aver conquistato Dagno nel 1396 che divenne la sede del suo dominio.
Nel 1429 Stefano Maramonte, sostenuto dagli ottomani e dalle forze di Gojčin Crnojević e Tanush Dukagjin, saccheggiò la regione intorno a Scutari e Ulcinj e attaccò Drivast nel 1429, ma non riuscì a conquistarla. Mentre le forze veneziane erano impegnate a combattere per respingere questo attacco, le forze ottomane catturarono Dagno e il territorio di Dukagjini e lo affidarono al governo del voivoda ottomano Ismail.
Dopo aver ricevuto informazioni errate sulla morte del sultano ottomano, Murad II, Giorgio Arianiti sollevò una grande ribellione contro gli ottomani nel 1432. Nicola Dukagjini, però, approfittò di questa ribellione e conquistò le antiche terre della sua famiglia, accettando la sovranità veneziana. Cedette Dagno a Venezia, ma la Repubblica apprese presto che il sultano Murad era effettivamente in vita e temendo una provocazione ottomana, ruppe tutte le relazioni con Dukagjini e nel 1435 trasferì Dagno in mano turca.
I due principi furono in conflitto su chi dovesse sposare Irene Dushmani, l'unica figlia di Lekë Dushmani, principe di Zadrima. Nel 1445, i principi albanesi erano stati invitati al matrimonio della sorella minore di Scanderbeg, Mamica, che avrebbe sposato Muzaka Thopia. Irene entrò nel matrimonio e iniziarono le ostilità. Dukagjini chiese a Irene di sposarlo, ma Zaharia, ubriaco e vedendo ciò, aggredì Dukagjini. Alcuni principi tentarono di fermare la lotta, ma ciò provocò il coinvolgimento di più persone fino a quando non fu ristabilita la pace tra i contendenti. Nessuno dei due antagonisti subì danni fisici, ma Dukagjini fu moralmente umiliato. Con un atto di vendetta, Dukagjini tese un'imboscata e uccise Zaharia nel 1447.
L'evento provocò l'ostilità della città nei confronti della Lega albanese. Venezia inviò rapidamente una forza a Dagno e la popolazione locale diede il proprio sostegno a Venezia, inclusa la madre di Zaharia. Venezia decise quindi di conquistare il resto dei possedimenti di Zaharia, inclusi Sati, Gladri e Dushmani, con l'accordo della madre di Zaharia. Scanderbeg aveva ordinato la restituzione di queste città, e Drivast, in mano albanese, ma Venezia rifiutò. La Lega albanese inviò inviati ai loro vicini settentrionali, il Principato di Zeta (sotto Stefan Crnojević) e il Despotato di Serbia (sotto Đurađ Branković) per aiutare la Lega contro i loro nemici veneziani. Branković espresse la sua volontà di aiuto contro Venezia, ma chiarì che non avrebbe aiutato contro i loro comuni nemici ottomani.
Scanderbeg ordinò l'invasione di Dagno nel 1447. I veneziani, invece, consideravano questa città molto importante, anche maggiore della loro guerra anti-ottomana. Venezia offrì un premio a chiunque potesse assassinare Scanderbeg e inviò persino inviati presso gli ottomani per attaccare ancora una volta l'Albania.
Scanderbeg, tuttavia, seppe che Venezia aveva inviato una forza per proteggere Dagno e lasciò quindi una piccola forza per continuare l'assedio alla città. Nel frattempo marciò dalla città per incontrare l'esercito veneziano sul fiume Drin. In quella che sarebbe stata conosciuta come la battaglia del Drin nel 1448, la Lega di Alessio sconfisse i veneziani.
La presenza veneziana fu ridotta a piccole guarnigioni all'interno di diverse città murate, tra cui Dagno. I veneziani aprirono le trattative di pace con gli albanesi ad Alessio e il 4 ottobre 1448 fu firmata la pace tra i vari rappresentanti di entrambe le parti. I firmatari convennero che Venezia avrebbe pagato 1.400 ducati all'anno a Scanderbeg e ai suoi eredi maschi e che Dagno e tutte le terre che la circondavano sarebbero state cedute a Venezia.
Lekë Dukagjini combatté i veneziani per il controllo di Dagno dal 1456. Nel 1456 Dukagjini conquistò la città, ma Venezia la riconquistò nell'agosto 1457. Le forze veneziane guidate da Andrea Venier furono supportate da Scanderbeg. Dukagjini fece finalmente pace con Venezia nel 1459.
Nel 1474, i turchi ottomani diressero un attacco contro Crnojević Zeta e la Zeta veneziana (intorno al lago di Scutari). Questa guerra portò direttamente alla conquista ottomana della città dalle mani dei veneziani. Gli ottomani non ebbero intenzione di mantenere la città, ma si accontentarono di demolirne le fortificazioni.